# Geoff Stults
Geoff Stults, född 15 december 1977 i Detroit, Michigan, är en amerikansk skådespelare. 
I TV-serien Sjunde himlen spelar han Ben Kinkirk, bror till Kevin Kinkirk, spelad av George Stults som han även är bror till i verkligheten.